# Mosselpoort
De Mosselpoort (ook wel de Musschelpoort) is een voormalige stadspoort van de stad Deventer. De poort werd in 1497 gebouwd. De poort is vernoemd naar de mosselmarkt die in de nabijheid van de poort plaats vond.
Bergpoort 
· Brinkpoort 
· Duimpoort 
· Heestpoort 
· Kraanpoort 
· Melksterpoort
· Mosselpoort
· Noordenbergpoort
· Pijperspoort
· Raampoort
· Schoenmakerspoort
· Veerpoort 
· Verwerspoort 
· Vispoort 
· Vullerspoort
· Zandpoort